# Selahattin Kılıçsallayan
Selahattin Kılıçsallayan (ur. 18 października 1993) – turecki zapaśnik walczący w stylu wolnym. Zajął dziesiąte miejsce na mistrzostwach świata w 2019 i 2021. Srebrny medalista mistrzostw Europy w 2019 i brązowy w 2018. Czternasty na igrzyskach europejskich w 2019. Mistrz igrzysk śródziemnomorskich w 2018. Brązowy medalista igrzysk wojskowych w 2019. Akademicki mistrz świata w 2014. Siódmy w Pucharze Świata w 2014 i ósmy w 2016. Mistrz świata i Europy juniorów w 2013 roku.